# Triângulo Mineiro
De Mineirodriehoek (mineiro betekent in het Portugees "met betrekking tot de staat Minas Gerais") is een driehoekig gebied in het westen van Minas Gerais, gelegen tussen de rivieren de rio Grande en de Paranaíba, die samenkomen in de Paraná. Het gebied is 53.700 km² groot en telt rond de 1,5 miljoen inwoners. De streek maakt deel uit van de mesoregio Triângulo Mineiro / Alto Paranaíba. Van tijd tot tijd komt het debat boven over de mogelijkheid het gebied af te splitsen van de staat Minas Gerais en een afzonderlijke staat op te richten met Uberlândia als hoofdstad.
Het is een van de meest ontwikkelde streken van de staat met moderne steden. De belangrijkste economische activiteiten zijn de industrie en landbouw, met onder meer koffie, mais, soja en rietsuiker.
Belangrijkste steden in de streek zijn Uberlândia, Uberaba, Patos de Minas, Ituiutaba, Patrocínio, Araxá, Frutal, Araguari, Monte Carmelo, Prata en Iturama.